# 山辺正
山辺正（やまべ ただし、1954年 - ）は、日本の工学者。埼玉大学工学部助教授。岩盤内の熱・応力・浸透連成現象の解明とその数値解析、及び、不連続性岩盤と軟岩の構成則を研究。

## 略歴
- 1977年　埼玉大学理工学部卒業
- 1979年　埼玉大学大学院工学研究科修士課程修了
- 1979年　埼玉大学工学部助手
- 1987年　工学博士（名古屋大学・1987年）
- 1988年　埼玉大学工学部助教授

## 論文

### 単著
- 「硬岩および軟岩」,『地盤工学会誌』,57(12),2009
- 「岩の工学的問題」,『土と基礎』,44(12),1996
- 「原位置凍結融解試験の非定常熱応力解析」,『土質工学研究発表会講演集』,28(2-1),1993
- 「岩盤における凍結融解試験とその数値解析」,『土質工学セミナー』,1992
- 「異方性を有する岩盤における非線形応力・浸透連成解析」,『土質工学研究発表会講演集』,1992
- 「誘導異方性を有する地盤の弾塑性解析」,『土木学会論文集』,388(3-8),1987
- 「クラックテンソルによる節理性岩盤の弾性解析と入力パラメータの決定に関する研究」,『土木学会論文集』,382(3-7),1987

### 共著
- 「亀裂接触面の応力依存性と透水異方性に関する実験及び解析」,『岩盤力学に関するシンポジウム講演論文集』,42,2014
- 「除荷過程を考慮したせん断：透水実験」,『研究発表会講演論文集』（平成17年）,2005
- 「すべり面粘土の飽和度に着目した貯水池地すべり挙動の評価」,『大ダム：国際大ダム会議日本国内委員会会誌』,192,2005
- 「貯水位昇降に伴う破砕帯地すべりの活動および対策に関する一考察」,『土木学会論文集』,791,2005
- 「貯水池地すべりの変状予測と対策工実施の判定法の開発」,『日本地すべり学会誌』,41(2),2004
- 「節理性岩盤を対象とした各種解析手法による要素解析結果の比較」,『土木学会論文集』,659,2000
- 「等価連続体解析手法による塩原発電所空洞掘削時挙動の比較検討」,『土木学会論文集』,659,2000
- 「大規模エネルギー施設地下立地の将来展望」,『土木学会誌』,85(1),2000
- 「熱収縮チューブ(HST)を利用した岩石のひずみ計測方法の検討」,『土木学会論文集』,638,1999
- 「レプリカフィルムからのクラック抽出方法とその画像解析方法の検討」,『応用地質』,40(1),1999
- 「稲田花崗岩の初期マイクロクラック分布」,『応用地質』,39(6),1999
- “A Review of the Chronological History of Soil and Foundations from 1960 to 1998”,『地盤工学会論文報告集』,39(5),1999
- 「低温熱環境下における岩盤の温度分布特性：釜石鉱山における岩盤凍結融解試験」,『応用地質』,37(2),1996
- 「岩石力学の新しい展開：ミクロからマクロまで（2）各種条件下における岩石の力学挙動―硬岩」,『材料』,45(3),1996
- 「岩盤力学に関する研究交換会」,『土と基礎』,43(2),1995
- 「地盤の異方性（8）岩盤・岩石と異方性の表示」,『土と基礎』,41(12),1993
- 「ブロック理論による不連続性岩盤斜面の安定性評価に関する基礎研究」,『土木学会論文集』,418,1990
- 「岩盤不連続面分布の幾何学性とそのモデル化に関する考察」,『土質工学会論文報告集』,30(3),1990
- 「岩の性質」,『土と基礎』,37(10),1989
- 「クラックテンソルによる異方弾性変形解析と実岩盤への適用性に関する考察」,『埼玉大学工学部建設系研究報告』18,1988
- 「誘導異方性を有する地盤の弾塑性解析」,『土木学会論文集』,388,1987
- 「クラックテンソルによる節理性岩盤の弾性変形解析と入力パラメーター決定に関する研究」,『土木学会論文集』,382,1987
- 「軟岩の変形特性について―堆積岩および風化花こう岩」,『埼玉大学工学部建設系研究報告』,11,1981
- 「軟岩の破壊規準に関する研究―べき関数破壊規準の誘導とその岩石・岩盤への適用性」,『埼玉大学工学部建設系研究報告』,9,1980
- 「岩石の破壊基準」,『土と基礎』,28(12),1980
- “STRENGTH CRITERION OF ROCKS”,『土質工学会論文報告集』,20(4),1980

## 受賞歴
- 1988年　土木学会論文奨励賞

## 専門分野
- 環境開発工学
- 地盤解析工学